# Amorinópolis
Amorinópolis este un oraș în Goiás (GO), Brazilia.